# Trichaea nigrans
Trichaea nigrans is een vlinder uit de familie van de grasmotten (Crambidae), uit de onderfamilie van de Spilomelinae. De wetenschappelijke naam van deze soort is voor het eerst voorgesteld als Acridura nigrans door Herbert Druce in een publicatie uit 1902.
De soort komt voor in Peru en Bolivia.